# Paolo Persoglia
Paolo Persoglia (28 aprile 1994) è un judoka sammarinese.

## Biografia
Nato nel 1994, gareggia nella classe di peso dei 90 kg (pesi medi).
Nel 2010 ha preso parte alla prima edizione dei Giochi olimpici giovanili, a Singapore, singolarmente nei 66 kg, dove è stato eliminato ai sedicesimi di finale dall'armeno Davit Ghazaryan, poi bronzo, e al primo turno del ripescaggio dall'iraniano Farshid Ghasemi Asl; in squadra invece nella competizione a squadre miste (per genere e nazionalità), nel team Hamilton (con compagna di squadra, tra gli altri, l'italiana Odette Giuffrida, futura doppia medagliata olimpica) dove ha chiuso la gara ai quarti di finale, sconfitto dal team Cairo, poi bronzo.
Dopo essere stato di scena ai Mondiali junior nel 2013 a Lubiana, in Slovenia, nel massimo livello ha invece preso parte, sempre nei 90 kg, ai Mondiali di Tokyo 2019, eliminato al primo turno dallo statunitense Colton Brown, e a quelli di Budapest 2021, battuto sempre al primo turno dall'olandese Jesper Smink, oltre che agli Europei di Lisbona 2021, sconfitto ai sedicesimi di finale dallo sloveno Narsej Lackovič.
A 27 anni ha partecipato ai Giochi olimpici di Tokyo 2020, tenutisi nel 2021, accedendo grazie ad un'invitation card, nei 90 kg, uscendo ai sedicesimi di finale contro l'olandese Noël van 't End.
Ai Giochi dei piccoli stati d'Europa ha vinto cinque medaglie, una in ogni edizione da Lussemburgo 2013 in poi, alternando argenti e bronzi, nel primo caso ottenendo un argento nei 73 kg, battuto in finale dall'andorrano Daniel García González, poi un bronzo negli 81 kg a Islanda 2015, dietro al montenegrino Srđan Mrvaljević e all'islandese Sveinbjörn Iura; successivamente, passato alla categoria dei 90 kg, ha colto un argento ai Giochi di casa di San Marino 2017, sconfitto dal montenegrino Marko Bubanja, un bronzo a Montenegro 2019, dietro al liechtensteinese Raphael Schwendinger e all'islandese Egill Blöndal, e infine, dopo l'annullamento dell'edizione 2021 per la pandemia di COVID-19, un altro argento a Malta 2023, battuto dal cipriota Aristos Michael.
In carriera è stato anche due volte medagliato di bronzo ai campionati italiani, tra gli Under-21 nel 2013, nei 73 kg, e tra i senior nel 2019, nei 90 kg.

## Palmarès

### Giochi dei piccoli stati d'Europa
- 5 medaglie:
  - 3 argenti (73 kg a Lussemburgo 2013, 90 kg a San Marino 2017, 90 kg a Malta 2023)
  - 2 bronzi (81 kg a Islanda 2015, 90 kg a Montenegro 2019)